# Registro Federal de Contribuyentes
El Registro Federal de Contribuyentes (RFC), también conocido como número RFC, es una clave que requiere toda persona física o persona moral en México para realizar cualquier actividad económica lícita por la que esté obligada a pagar impuestos, con algunas excepciones. A estas personas se les llama contribuyentes. La clave debe incluir datos de la persona física (por ejemplo, su nombre y su fecha de nacimiento) o de la persona moral (por ejemplo, su nombre y la fecha de su constitución). El registro se hace a través de internet, y en algunos casos, ante las oficinas del Servicio de Administración Tributaria (SAT) de la Secretaría de Hacienda y Crédito Público (SHCP), y es obligatorio para todos los que señale el Código Fiscal de la Federación. La herramienta Calcular RFC facilita la obtención de tu RFC con homoclave en México.

## Requisitos
El trámite de inscripción en el Registro Federal de Contribuyentes cuenta con requisitos diversos, según el tipo de persona que lo promueve. Es necesario validar las identificaciones oficiales, los comprobantes de domicilio y los poderes aceptados por el SAT, que deben presentarse en original.

### Personas físicas

#### Quienes cuentan con la Clave Única de Registro de Población (CURP)
El trámite debe realizarse por Internet, sin necesidad de presentar documentación en ninguna oficina, llenando el formulario electrónico de inscripción disponible en el portal del Servicio de Administración Tributaria (SAT). Al finalizar, se obtiene el acuse único de inscripción en el Registro Federal de Contribuyentes que contiene la cédula de identificación fiscal, la homoclave y el código de barras bidimensional.

#### Menores de edad
Los padres que ejerzan la patria potestad o tutela de menores de edad y actúen como representantes de los mismos, deben registrar una cita ante el SAT y presentar la siguiente documentación a la autoridad fiscal:
- el acta de nacimiento del menor, expedida por el Registro Civil;
- la cédula de identidad personal, expedida por la Secretaría de Gobernación a través del Registro Nacional de Población (original);
- la resolución judicial o el documento emitido por fedatario público, en caso de patria potestad o tutela (copia certificada);
- manifestación por escrito de conformidad de los padres para que uno de ellos actúe como representante del menor, acompañado de sus identificaciones oficiales vigentes (original);
- la identificación oficial vigente del padre o tutor que funja como representante del menor (original);
- el comprobante de domicilio fiscal (original);
- si es necesario, el poder notarial que acredite la personalidad jurídica del representante legal o la carta poder firmada ante dos testigos y ratificadas las firmas ante las autoridades fiscales o ante notario o fedatario público (copia certificada).

##### Menores de edad a partir de los 16 años que tengan su identificación propia y que perciban exclusivamente un salario
Deben realizar el trámite personalmente en una oficina del SAT, previa cita registrada en el portal del SAT, entregando los siguientes documentos:
- CURP o Cédula de Identidad Personal, expedida por la Secretaría de Gobernación a través del Registro Nacional de Población;
- manifestación por escrito ante la Administración Desconcentrada de Servicios al Contribuyente, firmada por el menor, en la que señale bajo protesta de decir verdad su voluntad de inscribirse en el RFC con la finalidad de realizar exclusivamente un servicio personal subordinado y que no tendrá actividad distinta hasta cumplir 18 años;
- comprobante de domicilio fiscal;
- identificación oficial vigente.[9]

#### Personas morales
Debe realizarse la preinscripción en el portal del SAT. No se tendrá por presentada si el contribuyente no cumple con la conclusión del trámite en la oficina del SAT, dentro de los diez días siguientes al envío de la solicitud, previa cita registrada en el portal del SAT, y debe presentarse la siguiente documentación a la autoridad fiscal:
- acuse de preinscripción en el RFC;
- documento constitutivo protocolizado (copia certificada);
- comprobante de domicilio fiscal;
- poder notarial en caso de representación legal, que acredite la personalidad del representante legal (copia certificada), o carta poder firmada ante dos testigos y ratificadas las firmas ante las autoridades fiscales o ante Fedatario Público (original). Si fue otorgado en el extranjero deberá estar debidamente apostillado o legalizado y haber sido formalizado ante Fedatario Público mexicano y en su caso, contar con traducción al español realizada por perito autorizado;
- identificación oficial vigente del representante legal;
- deberán contar con clave de RFC válido de cada uno de los socios, accionistas o asociados dentro del acta constitutiva. En caso de que el RFC válido de los socios, accionistas o asociados no se encuentre dentro del acta constitutiva el representante legal debe presentar manifestación por escrito que contenga las claves de RFC correspondientes;
- algunas personas morales cuya constitución es especial pueden requerir documentación adicional, la cual puede consultarse en la ficha 43/CFF.[12]

El representante legal debe responder las preguntas que le realice la autoridad, relacionadas con la identidad, el domicilio y en general sobre la situación fiscal de la persona moral a inscribir.

## Determinación del RFC
El RFC, al igual que cualquier otro documento legal, necesita una verificación. Esto indica que cada sección representa un valor o dato referente a la persona que posee el RFC.

### Persona física
Se refiere a la persona con actividad empresarial que tiene derecho u obligación a declarar impuestos. Tengamos por ejemplo el siguiente RFC VECJ880326:
- VE es la primera letra del apellido paterno más la primera vocal interna del apellido paterno.
- C es la inicial del apellido materno. De no existir apellido materno se utiliza una (X).
- J es la inicial del primer nombre. Para evitar la formación de una  palabra inconveniente, esta letra se reemplaza con una (X).
- 88 son los dos últimos dígitos del año de nacimiento.
- 03 es el mes de nacimiento.
- 26 es el día de nacimiento. Por lo tanto, en este caso puede deducirse que la persona nació el veintiséis de marzo de 1988.
- XXX es la homoclave, designada por el SAT a través de papel oficial ya designado, y depende de algunos factores que realiza el SAT por medio de un software alfanumérico.

### Persona moral
Se refiere a la compañía que tiene la obligación a declarar impuestos. Tengamos por ejemplo el siguiente RFC ABC 680524 P-76, donde:
- ABC pueden ser las iniciales de la empresa o una combinación de estas.
- 68 representa el año de fundación de la empresa.
- 05 es el mes de creación de la empresa.
- 24 es el día de creación de la empresa. Por lo tanto, la empresa se creó el veinticuatro de mayo de 1968.
- P76 es la homoclave, designada por el SAT a través de papel oficial ya designado, y depende de algunos factores que realiza el SAT por medio de sistemas numéricos o alfanuméricos.

## Excepciones
Cuando el apellido paterno inicie con vocal, el segundo carácter se tomará la siguiente vocal. Por ejemplo, Fernanda Escamilla Arroyo, los primeros 4 caracteres serán EAAF, y no ESAF.
Cuando una persona tenga dos nombres, donde su primer nombre sea María (mujeres) o José (hombres), el cuarto carácter será tomado de la primera letra del segundo nombre, en vez del primero. Esto se debe a que los nombres María y José son excesivamente comunes y generarían muchos duplicados. Por ejemplo, una persona se llama María Fernanda Escamilla Arroyo, los primeros cuatro caracteres serán EAAF (María no cuenta para formar el cuarto carácter).

## Identificadores tributarios en otros países
- Argentina = CUIT (Clave Única de Identificación Tributaria)
- Bolivia = NIT
- Brasil = CNPJ / CPF
- Canadá = DUI / NIT
- Chile = RUT / RUN
- Colombia = NIT / RUT
- Costa Rica = NIT
- Cuba = NIT
- Ecuador = RUC
- El Salvador = NIT (Número de Identificación Tributaria)
- España = NIF / NIE / CIF
- Estados Unidos = SSN / TIN / TaxID
- Francia = numéro fiscal
- Guatemala = NIT / RTU / SAT
- Honduras = RTN
- Indonesia = NPWP (Nomor Pokok Wajib Pajak)/(Tax Identification Number)
- México = RFC (Registro Federal de Contribuyentes) / NSS (Número de Seguridad Social)
- Nicaragua = NIT / RUC[14]
- Panamá = RUC (Registro Único del Contribuyente)
- Paraguay = RUC
- Perú = RUC
- República Dominicana = RNC (Registro Nacional de Contribuyentes)
- Uruguay = RUT
- Venezuela = RIF (Registro de Identificación Fiscal)